# Psiliglossa
Psiliglossa  (лат.) — род одиночных ос семейства Vespidae с примерно 5 видами.

## Распространение
Палеарктика.

## Описание
Длина 1-2 см. 1-й сегмент брюшка короткий и широкий, его длина не превышает ширину. Челюстные щупики 6-члениковые. Средние голени с 2 шпорами. Гнезда в полых стеблях растений.  Взрослые самки охотятся на личинок жуков для откладывания в них яиц и в которых в будущим появится личинка осы.

## Классификация
Ранее выделялись в отдельное подсемейство Raphiglossinae.
- Psiliglossa algeriensis  E.Saunders, 1905
- Psiliglossa anatolica Giordani Soika, 1979
- Psiliglossa odyneroides (S. S. Saunders, 1850)typus
  - Psiliglossa odyneroides kozhantshikovi Kostylev
- Psiliglossa pulchra Morawitz, 1895
- Psiliglossa zeppelini Dusmet, 1917
- Psiliglossa zhelochortsevi Panfilov, 1968